# Trattato di Corbeil (1326)
Il trattato di Corbeil del 1326 fu un accordo stipulato nel 1326 tra la Francia e la Scozia per rinnovare l'Auld Alliance. Esso confermò gli obblighi di ciascuno stato con l'altra parte nel dichiarare guerra all'Inghilterra se questa avesse tentato di invadere l'uno o l'altro paese. La delegazione scozzese venne guidata da Thomas Randolph, I conte di Moray, per conto di re Roberto I di Scozia.